# Sabahudin Kurt
Sabahudin Kurt (Sarajevo, 18 de julho de  1935 - Sarajevo, 30 de março de 2018) foi um cantor bósnio que representou a ex- Jugoslávia no    Festival Eurovisão da Canção com a canção Život je sklopio krug.

## Carreira
Terminou em 13.º lugar, último lugar, empatado com as canções de Portugal, Suíça e Alemanha, todos com 0 pontos.

## Morte
Morreu aos 82 anos em 30 de março de 2018 na cidade de Sarajevo.